# Безруков Сергій Віталійович
Сергі́й Віта́лійович Безру́ков (рос. Сергей Витальевич Безруков; нар. 18 жовтня 1973, Москва, РРФСР) — російський актор театру, кіно, телебачення та дубляжу, театральний режисер, сценарист, продюсер, співак, пародист, гітарист, рок-музикант. Керівник Московського Губернського драматичного театру, голова громадської ради федерального партійного проекту «Культура малої Батьківщини». Член Вищої ради політичної партії «Єдина Росія». Заслужений і Народний артист Російської Федерації, лауреат Державної премії Російської Федерації (1997). Член патріаршої ради з культури. Відомий за роллю Саши Білого в кримінальному телесеріалі «Бригада». Путініст і українофоб. 
Занесений до переліку осіб, які створюють загрозу нацбезпеці України. Фігурант бази центру «Миротворець». В Україні заборонено публічне виконання аудіовізуальних творів за участю Сергія Безрукова.
Підписав колективне звернення «Діячі культури Росії — на підтримку позиції Президента по Україні та Криму» (початковий список).
Підтримує путінський режим та війну Росії проти України. 
З 20 липня 2022 року перебуває під персональними санкціями Європейського союзу та інших країн у зв'язку з підтримкою вторгнення Росії в Україну[⇨].

## Біографія
Народився 18 жовтня 1973 року у сім'ї актора та режисера Віталія Безрукова (нар. 1 січня 1942), що працював в московському театрі Сатири, мати — домогосподарка Наталя Михайлівна Безрукова (Сурова) (нар. 1 січня 1950), працювала завідувачкою в магазині. отримав своє ім'я на честь улюбленого поета його батька, Сергія Єсеніна.
Навчався у московській школі № 402, любив бувати на роботі у батька і з дитинства мріяв піти по його стопах. Після закінчення середньої школи 1990 року вступив у Школу-студію МХАТ на факультет «актор театру та кіно».
У 1994 році закінчив Школу-студію МХАТ (майстерня О. Табакова). З 1993 року працює в Театрі під керівництвом Олега Табакова. Знімався в серіалах: «Бригада», «Дільниця», «Майстер і Маргарита», «Єсенін», у фільмах: «Китайський сервіз» та інших. Кілька років (1994—1999) працював у програмі «Ляльки» (НТВ), де озвучував багатьох персонажів, серед яких такі люди, як Борис Єльцин, Володимир Жириновський (улюблений персонаж Сергія).
В 2008 році президент РФ Медведєв нагородив Безрукова званням Народний артист Росії
З 26 липня 2010 року  — член Патріаршої ради з культури (Російська православна церква).
З 2017 року стає довіреним обличчям президента Володимира Путіна.
В 2020 році був одним з рекламних обличь поправки до Конститції РФ, які анулювали президентські терміни Путіна.

### Сім'я
- У 2000—2015 роках був одружений з актрисою Іриною Безруковою (пішла до Безрукова від Ігоря Ліванова,[15] офіційно вони розписалися під час зйомок Сергія в серіалі «Бригада»).
- У лютому 2015 року познайомився з російською режисеркою Ганною Олегівною Матісон (нар. 8 липня 1983), з якою одружився 11 березня 2016 року.
  - 4 липня 2016 року в пари народилася дочка Марія, 24 листопада 2018 року — син Степан.
- Дідусь (по лінії матері) — Суров Михайло Іванович (1924—2005), троюрідний брат батька Безрукова. Працював на керівній роботі в партійному та господарському апараті в м. Лисково Горьківської області[16]. Бабуся — Сурова Катерина Олексіївна (1924—2008) працювала педагогом-вихователем в м. Лисково в початковій школі та дитячому садку[16].
- Дідусь (по лінії батька) — Безруков Сергій. Бабуся (по лінії батька) — Безрукова (Мухіна) Пелагея.

## Політичні погляди
Член партії «Єдина Росія». У лютому 2012 року відмовився зніматися у відеоролику на підтримку кандидата в президенти Володимира Путіна. Пояснив своє рішення тим, що «не хоче своєю думкою впливати на вибір інших людей».

## Громадська позиція
11 березня 2014 року підтримав позицію Путіна щодо російської агресії в Криму, зробивши підпис серед інших діячів російської культури, під колективним зверненням до російської громадськості «Діячі культури Росії — на підтримку позиції Президента по Україні та Криму». Палата культури Грузії у зв'язку з поширеним листом народних артистів Росії, які підтримують президента Володимира Путіна в окупації території сусідньої України, ухвалила рішення скасувати заплановані у травні гастролі театру Сергія Безрукова в Тбілісі. В Україні неофіційно визнаний персоною нон ґрата.[джерело?] 8 серпня 2015 року Безрукова внесено до «Чорного списку Міністерства культури України».

## Вторгнення Росії в Україну (2022)
Підтримав російське вторгнення в Україну.
Фігурант бази даних центру «Миротворець» як особа, що становить загрозу національній безпеці України і міжнародному правопорядку. У вересня 2021 року Безруков приїждав та виступав в окупованому Криму. У березні 2022 році актор записав відеозвернення в якому зачитав вірш Олександра Пушкіна в якому погрожував українському народу. Також Безруков виступив на виставі «Маленький принц» перед дітьми ДНР та ЛНР, де похвалив російську армію, яка вбила українців та руйнувала міста. Сам актор про звірства російських військових та обстріли мирного населення вирішив не розповідати.

## Санкції
Сергій Безруков розповсюджував російську пропаганду на підтримку агресивної війни Росії проти України. Він підтримав вторгнення Росії в Україну під час вистав для російських солдат, які брали участь у війні, та для дітей із сепаратистських так званих Народних Республік на Донбасі. Крім того, Сергій публічно висловив підтримку незаконній анексії Криму та Севастополя Російською Федерацією.
21 серпня 2022 року доданий Сергій Безруков до санкційного списку Європейського союзу.
14 жовтня 2022 року доданий Сергій Безруков до санкційного списку Канади.
19 жовтня 2022 року доданий Сергій Безруков до санкційного списку України.

## Визнання та нагороди
- 1994 — приз кінофестивалю «Сузір'я» «За акторську чарівність та безпосередність» за роль Чибиса у фільмі «Ноктюрн для барабана та мотоцикла».
- 1995 — премія «Московські дебюти» за роль Петра («Останні»).
- 1996 — премія «Чайка» в номінації «Прорив» за роль Олександра в спектаклі «Псих».
- 1997 — лауреат Державної премії РФ за роль Єсеніна у виставі Театру імені М. Н. Єрмолової «Життя моє, чи ти приснилося мені».
- 1997 — премія мерії Москви.
- 1997 — премія ділових кіл «Кумир».
- 2000 — премія газети «Московський комсомолець» за роль Альошки у виставі «На дні».
- 2000 — премія IV національного фестивалю мистецтв «Південні ночі» (м. Геленджик) в номінації «Найкраща чоловіча роль в антрепризі» за роль у виставі «Ліжко».
- 2001 — Заслужений артист Російської Федерації.
- 2002 — «Актор року» в конкурсі «Обличчя року».
- 2003 — лауреат премії «Шансон року» спільно з Миколою Расторгуєвим за пісню «Відчого в Росії так берези шумлять» з серіалу «Дільниця».
- 2004 — номінація на премію Національної Академії кінематографічних мистецтв і наук «Золотий орел» за найкращу чоловічу роль («Бригада»)[29].
- 2005 — премія Національної Академії кінематографічних мистецтв і наук «Золотий орел» у номінації Найкраща чоловіча роль на телебаченні («Дільниця»).
- 2006 — премія газети «Московський комсомолець» за роль Чичикова у виставі «Пригода, складена за поемою М. В. Гоголя „Мертві душі“».
- 2007 — лауреат Національної премії громадського визнання досягнень громадян Російської Федерації «Росіянин року» в номінації «Зірка Росії»[30].
- 2008 — Народний артист Російської Федерації.
- 2008 — премія «MTV Росія» за найкращу чоловічу роль за роль Іраклія в х/ф «Іронія долі. продовження».
- 2008 — нагорода «Золотий меч» в номінації «Найкраща чоловіча роль другого плану» за роль генерала Каппеля у фільмі «Адмірал» на 6-му міжнародному фестивалі військового кіно імені Ю. Н. Озерова.
- 2012 — Російська національна акторська премія імені Андрія Миронова «Фігаро» в номінації «Найкращі з найкращих»[31].
- 2013 — приз «Найкращий актор» Першого фестивалю російського кіно в Марбельї (Marbella Russian Film Fest) за головну роль в кінокартині «Матч».

## Театральні роботи

### Московський театр ім. М.Н.Єрмолової
- 1995 — «Життя моє, чи ти приснилося мені ?..» (постановка Ф. Верігіної) — Сергій Єсенін
- 2002 — «Олександр Пушкін» (постановка В. Безрукова) — Олександр Пушкін

### Московський театр-студія п/к Олега Табакова
- «Страсті по Бумбараш (рання редакція)» (1993, постановка В. Машкова) — Студент
- «Білоксі-Блюз (рання редакція)» (1993, постановка О. Табакова) — Рядовий Юджин М. Джером
- «Затоварена бочкотара» (1994, постановка Є. Каменьковича) — Іван Кулаченко та Телескопов
- «Ревізор» (1994, постановка С. Газарова) — Квартальний
- «Матроська тиша» (1994, постановка О. Табакова) — Давид Шварц
- «Останні» (1995–2003, постановка А. Шапіро) — Петро
- «Псих» (1995–2005, постановка А. Житинкина) — Олександр
- Анекдоти: «Бобок», «Двадцять хвилин з ангелом» (1995, постановка В. Фокіна) — Клиневич та Ступак
- «Зоряна година за місцевим часом» (1996, постановка В. Машкова) — Саратов
- «Прощайте… та плещемо у долоні!» (1997, постановка О. Табакова) — Арлекін
- «Старий квартал (рання редакція)» (1997–2003, постановка А. Житинкина) — Письменник
- «На всякого мудреця достатньо простоти» (1997, постановка О. Табакова) — Єгор Дмітріч Глумов
- «Зізнання авантюриста Фелікса Круля» (1998, постановка А. Житинкина) — Круль
- «На дні» (2000, постановка А. Шапіро) — Альошка
- «Пригода, складена за поемою М. В. Гоголя „Мертві душі“» (2006, Постановка М. Карбаускіса) — Павло Іванович Чичиков
- «Божевільний день, або Одруження Фігаро» (2009, постановка Костянтин Богомолов) — Фігаро, графський камердинер

### Театр Арт-партнер XXI
- «Спокуса» (2000—2005, постановка В. Ахадова) — Бруно
- «Відьма» (2001, постановка В. Безрукова) — Омелян

### Московський художній театр ім. А. П. Чехова
- 2000 — «Амадей» (постановка М. Розовського) — Моцарт
- 2002 — «Священний вогонь» (постановка С. Врагова) — Моріс Тебрет

### Театр «Монолог XXI століття»
- «Ліжко» (1999—2002, постановка А. Соколова) — Він

### Продюсерський центр «Арт-Пітер»
- Сірано де Бержерак (з жовтня 2008 р., режисер-постановник — А.Сінотов, режисер — С. Безруков) — Сірано де Бержерак
- Вистава-містерія «Хуліган» (з листопада 2008 р., режисер — С. Безруков) — Сергій Єсенін

### Театр Сергія Безрукова
- Пристрасті по Омеляну — Омелян
- Пушкін — Олександр Пушкін
- Хуліган. Сповідь — Єсенін

## Фільмографія
1. 1990 — Похорон Сталіна — безпритульний (в титрах не вказаний)
2. 1994 — Ноктюрн для барабана та мотоцикла — Чибис
3. 1995 — Хрестоносець — каскадер Сергій
4. 1995 — Помирає душа — Петро
5. 1996 — Лікар Кут
6. 1997 — Брегет
7. 1997 — Котовасія
8. 1997 — Старі пісні про головне 3 — дяк
9. 1998 — Розв'язка петербурзьких таємниць — корнет Михайло Стеблов
10. 1998 — На жвавому місці — Недолугий
11. 1998 — Незнайома зброя, або Хрестоносець 2 — сержант Сухорук, розвідник МВС
12. 1999 — Китайський сервіз — купець Сидихін
13. 2000 — Замість мене — Дмитро Лавров
14. 2000 — Чорна кімната (серія «Грейпфруктовий сік»)
15. 2000 — Російський водевіль (серія «Позикові дружини»)
16. 2001 — Любов.ru — Тимофій
17. 2001 — Чудеса, та й годі, або Щука по-московськи
18. 2001 — Соломія — Михайло Личков
19. 2001 — Блідолиций брехун — Аполлон Іванов
20. 2001 — Єралаш (випуск № 143)
21. 2002 — Бригада — Олександр Миколайович Бєлов (Саша Білий)
22. 2002 — Маска та душа
23. 2002 — Якщо наречена відьма — Максим Росс
24. 2002 — Азазель — Іван Францевич Бріллінг
25. 2003 — Ключ від спальні — Професор орнітології Марусин
26. 2003 — Життя одне — Павло
27. 2003 — Дільниця — старший лейтенант міліції Павло Кравцов, дільничний
28. 2004 — Московська сага — Василь Сталін
29. 2005 — Місто без сонця — фотохудожник Алекс
30. 2005 — Бій з тінню — Олександр Миколайович Бєлов (Саша Білий)
31. 2005 — Єсенін — Сергій Єсенін
32. 2005 — Майстер і Маргарита — Ієшуа Га-Ноцрі
33. 2006 — Поцілунок метелика — Микола Орланов
34. 2006 — Пушкін. Остання дуель — Пушкін
35. 2007 — Карнавальна ніч-2, або П'ятдесят років по тому — Денис Колєчкін
36. 2007 — Іронія долі. Продовження — Іраклій
37. 2007 — Одна любов душі моєї — Олександр Пушкін
38. 2008 — Адмірал — генерал Каппель
39. 2008 — У червні 41-го — лейтенант Іван Буров
40. 2009 — Канікули суворого режиму — Віктор Сергійович Сумароков, «Сумрак»
41. 2009 — Гоголь. Найближчий — Пушкін
42. 2010 — Смерть в пенсне, або Наш Чехов — модний режисер Айвон
43. 2011 — Чорні вовки — Павло Хромов
44. 2011 — Реальна казка — Іван-дурень
45. 2011 — Висоцький. Спасибі, що живий — Володимир Висоцький[32][33]; Висоцький
46. 2011 — Ялинки 2 — капітан міліції Володимир Григорович Снєгірьов
47. 2012 — Матч — футболіст Микола Раневич, воротар київського «Динамо» та збірної СРСР[34]
48. 2012 — Мами (новела «Моїй улюбленій»)
49. 2012 — Уланська балада — Горжевський
50. 2012 — Джентльмени, удачі! — Льоша Трьошкін / Смайлик, бандит
51. 2013 — Золото — Брагін
52. 2013 — Полювання на крокодилів — розвідник Михайло Філоненко

## Озвучування фільмів
- 1997 — Корабель двійників — озвучування деяких персонажів[35]
- 1997 — Вино з кульбаб — полковник Фрілей (остання роль Інокентія Смоктуновського)
- 1997 — Чарівний портрет — Ван Лунь (роль Чена Лу)
- 1998 — Країна глухих — Альоша
- 2000 — Лицарський роман
- 2002 — Карлсон, який живе на даху (мультсеріал, 2002) (Швеція) — Карлсон
- 2003 — Дільниця — пес Цезар
- 2005 — Майстер і Маргарита — Майстер (роль Олександра Галібіна)
- 2006 — Князь Володимир — Князь Володимир
- 2007 — Наречений та татко (А. П. Чехов)
- 2008 — Особливо небезпечний — Уеслі Гібсон
- 2008 — Про Федота-стрільця, удалого молодца — Федот
- 2008 — Цвіль — голос за кадром
- 2008 — Тарас Бульба — голос за кадром
- 2012 — Мосгаз — Микита Хрущов
- 2012 — Син батька народів — Василь Сталін

## Телебачення
- 1994—1999 — Ляльки (НТВ) — озвучування деяких персонажів
- 2006 — Кіно в деталях із Федором Бондарчуком (8 квітня 2006, СТС)
- 2008 — інтерв'ю каналу «Вот» (1 лютого 2008)
- 2008 — «Особисті речі» з Андрієм Максимовим (10 лютого 2008, 5 канал)
- 2008 — 100 питань дорослому (5 травня 2008, ТВЦ)
- 2008 — Тимчасово доступний (29 липня 2008, ТВЦ)
- 2008 — Зустрічі на Моховій[36]
- 2008 — Проти ночі[37]
- 2009 — Іронія долі Сергія Безрукова
- 2009 — НеЮвілейний вечір. Безрукову — 35
- 2009 — Творчий вечір Сергія Безрукова (13 червня 2009, Росія К)
- 2010 — Олег Табаков. Той, що запалюює зірки (документальний)
- 2013 — Рюрик. Втрачена бувальщина (РЕН ТВ)

## Аудіопроекти

### Альбоми та аудіокниги
1. Аудіозбірник «Срібний вітер» (вірші Єсеніна)
2. Г. Гаррісон «Неприборкана планета»
3. М. Шеллі «Франкенштейн»
4. 2002 — Любов до трьох апельсинів [аудіокнига, всі персонажі]
5. 2002 — Азазель [аудіокнига, Фандорин]
6. 2003 — Про Федота-стрільця, удалого молодця [аудиокнига, всі персонажі, крім Марусі-Голубиці]
7. 2003 — Петя і вовк [музичний альбом]
8. 2004 — Пристрасті за Омеляном [музичний альбом] з піснями із вистави «Відьма» (пісні на вірші ієромонаха Романа та Віталія Безрукова)
9. 2008 — Хуліган [музичний альбом] (Безруков читає та співає Єсеніна). Автор музики — С. Безруков
10. 2008 — Анна Кареніна [радіовистава, Вронський]
11. 2009 — Казки у виконанні Сергія та Ірини Безрукових [аудіокнига]
12. 2009 — «Сірано де Бержерак». Музика до спектаклю[38]

### Участь
- 2001 — Сергій Єсенін. Вірші (читає текст)
- 2005 — Хлопці нашого полку (альбом групи Любе; пісня «Берези»)
- 2005 — Рассея (альбом групи Любе; пісня «Берези»)
- 2006 — Мітяєвські пісні. Частина 1 (альбом О. Мітяєва; пісня «В осінньому парку»)
- 2010 — Володимир Висоцький. Натягнутий канат 33 роки по тому (пісня «На Великому Каретному»)
- 2010 — пісні на вірші Єсеніна (пісні «Листва золота», «Не бродити», «Хуліган (ремікс)»)

## Відеокліпи
- 2002 — Мої ясні дні (кліп О. Газманова за участю Сергія Безрукова, Володимира Вдовиченкова, Дмитра Дюжева та Павла Майкова)
- 2002 — Синдерела (кліп на пісню В. Лісовської за участю Сергія та Ірини Безрукових)
- 2003 — Берези (вик. Любе і С. Безруков)
- 2005 — Хуліган («Бачу сон, дорога чорна..») (т/с «Єсенін»)
- 2009 — Зоря (вик. С. Безруков, Любе, Д. Дюжев)
- 2012 — Печалі Кам'яного Поясу (вик. О. Мітяєв, С. Безруков, Аріель (ВІА), Брати Єнотови, Aerium, МС Кор і Боцман, Vita, Kid Digital і Г. Анохін)

## Критика творчості
«Сергій Безруков, який так талановито дебютував в „Останніх“ Адольфа Шапіро, здувся за кілька років. Поговорив голосами Жириновського та Єльцина в „Ляльках“, пограв в серіалах та спектаклях Житинкіна, втілив на сцені Театру ім. Єрмолової образи С. А. Єсеніна і А. С. Пушкіна. Бренд є, театрального актора як не було», — з жалем відзначає критик Марина Давидова.

## Цікаві факти
- Сергій Безруков пише картини [Архівовано 14 серпня 2013 у WebCite]. У серіалі «Бригада» видно, як він малював коляску, хрест Космосу (який забрав СОБР), а в 11 серії намалював бджолу, що символізує Вітю Пчолкіна.
- Олександр Іншаков, починаючи знімати фільм «Бригада-2», прийшов з проханням до Безрукова, запропонувавши йому знову зіграти Сашу Бєлого, але Безруков відмовився.